# Klubi i basketbollit Prishtina
Il Klubi i basketbollit Prishtina o BC/KB Prishtina è una squadra di pallacanestro kosovara avente sede nella capitale Pristina. 
Fondato nel 1970, disputa la FIBA Europe Cup la Lega balcanica e il campionato nazionale kosovaro di massima divisione, la IP superliga. Gioca le partite interne nella struttura della Palazzo della Gioventù e dello Sport, nella sezione chiamata Salla e Vogël (ovvero piccola sala) la cui capacità è di 3.000 posti a sedere, nella stessa struttura esiste l'altra sezione chiamata Salla e Madhe (ovvero grande sala) la cui capacità è di 8.000 posti a sedere.

## Storia
Il Klubi basketbollistik Prishtina o KB/BC Prishtina è stato fondato nel 1970, viene chiamato KB Sigal Prishtina per motivi di sponsorizzazione.
Nel 2013 fu la prima squadra di pallacanestro e la più titolata nella storia del Kosovo a partecipare in una competizione internazionale di pallacanestro ovvero nella Balkan International Basketball League (BIBL), riuscì a piazziarsi fra le prime due nella fase iniziale della competizione, qualificandosi direttamente per la Final Four. 
La dirigenza della BIBL diede il compito a KB Prishtina di organizzare la Final Four a Pristina, il K.B. Prishtina riuscì a piazzarsi nel quarto posto nella Final Four.
Attualmente è la squadra più titolata in Kosovo, battendo di gran lunga il KB Peja squadra rivale.
Il 29 aprile 2015 vince per la prima volta nella sua storia e nella storia della pallacanestro del Kosovo una competizione internazionale la Balkan International Basketball League (BIBL), contro lo BK Rilski Sportist Samokov con risultati rispettivamente a Pristina 74-72  e a Samokov 80-71, con un risultato complessivo di 154-143 a favore del BC Sigal Prishtina, quest'ultima si laureò campione della competizione con MVP BIBL Dardan Berisha. Nel 2015 è stato confermato che BC Sigal Prishtina parteciperà alla competizione europea per club organizzata dalla FIBA Europe la FIBA Europe Cup per la stagione 2015-16.

## Palazzetto

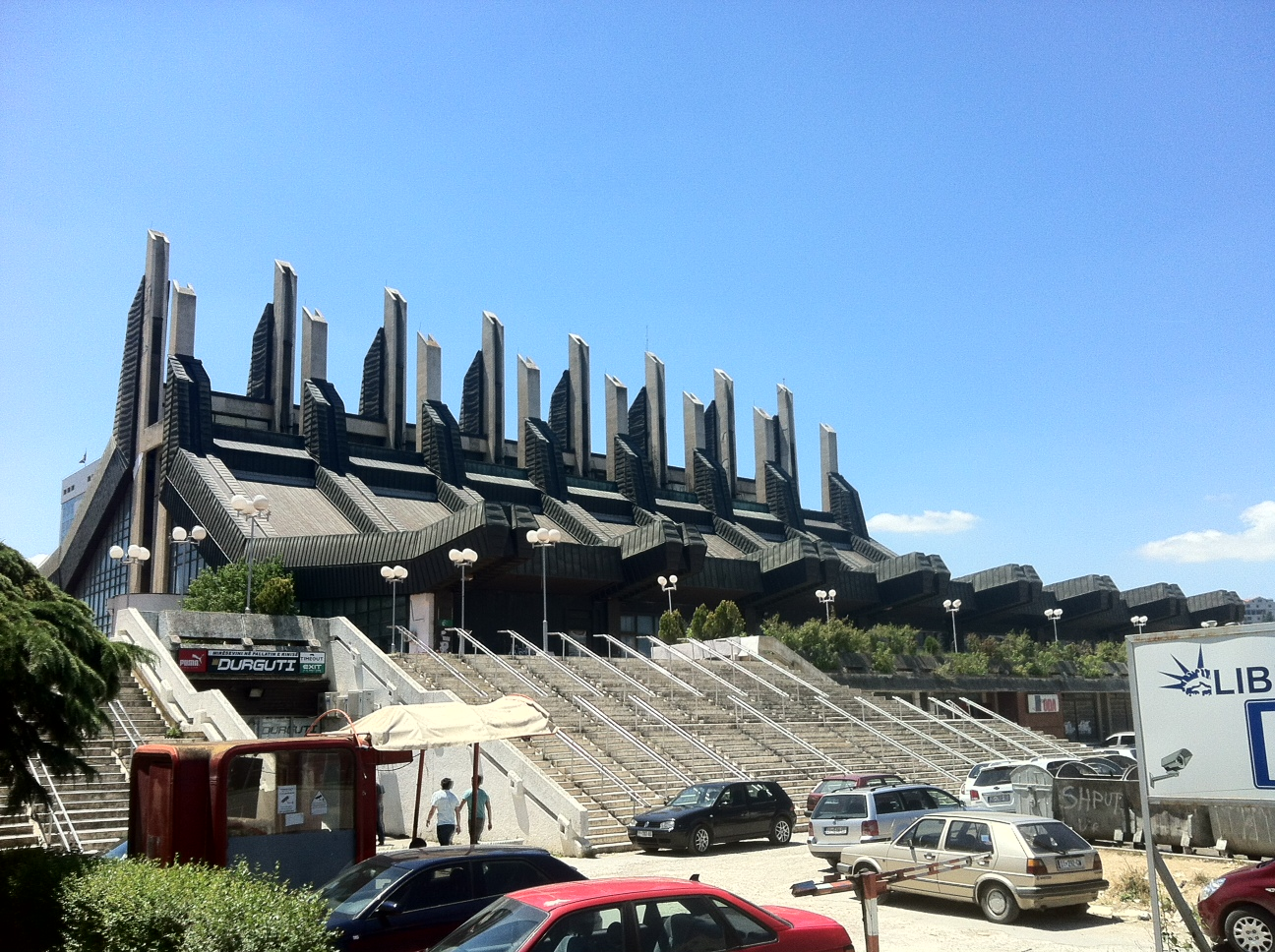
Vista del palazzetto da fuori

Pallati i Rinisë dhe Sporteve è un palazzetto dello sport che ha sede a Pristina dove KB/BC Prishtina svolge le partite interne del campionato ETC superliga e Kosoves e della BIBL.

## Tifoseria
I Plisat (è un berretto, simbolo tradizionale albanese) sono i tifosi del Klubi i basketbollit Prishtina della polisportiva di Prishtina, anche se generalmente con tale appellativo vengono identificati tutti i tifosi della squadra sia calcistica che di pallacanestro di Pristina.
La più accesa rivalità a livello nazionale è quella con il Klubi i basketbollit Peja.

## Squadra attuale
| N° | Naz.                   | Ruolo | Sportivo           |  | Alt. |  |
| -- | ---------------------- | ----- | ------------------ |  | ---- |  |
| 1  | Stati Uniti (bandiera) | P     | Jordan Johnson     |  | 180  |  |
| 3  | Kosovo (bandiera)      | AG    | Arian Memeti       |  | 203  |  |
| 4  | Kosovo (bandiera)      | AP    | Edmond Azemi       |  | 200  |  |
| 7  | Kosovo (bandiera)      | AC    | Fisnik Rugova      |  | 209  |  |
| 8  | Kosovo (bandiera)      | GA    | Mikaile Tmušić     |  | 188  |  |
| 10 | Kosovo (bandiera)      | PA    | Mergim Jakupi      |  | 202  |  |
| 15 | Regno Unito (bandiera) | C     | Fahro Alihodžić    |  | 208  |  |
| 22 | Kosovo (bandiera)      | AP    | Meriton Ismaili    |  | 194  |  |
| 23 | Kosovo (bandiera)      | AG    | Muhamedali Janjeva |  | 200  |  |
| 32 | Stati Uniti (bandiera) | AG    | DeWayne Jackson    |  | 206  |  |
| 44 | Kosovo (bandiera)      | P     | Don Polloshka      |  | 175  |  |

## Palmarès
- Lega Balcanica: 3

2014-15, 2015-16, 2023-24
- Superliga e Kosovës në Basketboll

1991, 2002, 2003, 2004, 2006, 2007, 2008, 2009, 2011, 2014, 2015, 2016, 2017, 2019
- Kupa e Kosovës

2002, 2003, 2005, 2006, 2007, 2008, 2009, 2010, 2013, 2014, 2016, 2017, 2018, 2019
- Supercoppa del Kosovo

2012, 2013, 2014, 2018, 2020